# Kevin Lima
Kevin Lima (Pawtucket, Rhode Island, 1962) é um diretor de cinema e cineasta norte-americano, de ascendência portuguesa, que já dirigiu inúmeros filmes da Disney, incluindo "Pateta - O Filme" em 1995, Tarzan em 1999, 102 Dálmatas em 2000, e Encantada em 2007, e participou como codiretor em Cartoon All-Stars to the Rescue, e Super Conectados em 2020. Antes de dirigir filmes, trabalhou com animações e como desenhista de personagens em filmes como Pequena Sereia e como editor em Aladdin e Oliver e seus Companheiros.

## Biografia
Kevin nasceu na cidade de Pawtucket (Rhode Island). Ele tem avós que são portugueses.
Ele estudou cinema e animação no California Institute of the Arts, durante os anos 80.
É casado com Brenda Chapman, a diretora de animação da Pixar. 